# 文教施設環境対策専門官
文教施設環境対策専門官（ぶんきょうしせつかんきょうたいさくせんもんかん）は、文部科学省文教施設企画・防災部施設企画課に置かれる職員のひとつ。現在の定数は1人。文教施設の整備に係る環境対策に関する専門的事項についての調査、指導及び助言に当たる（文部科学省組織規則第11条第8項）。